# Drapeau de Saint-Martin (royaume des Pays-Bas)
Ce drapeau est celui de Sint Maarten, territoire autonome (pays) du Royaume des Pays-Bas. Avant le 10 octobre 2010 la partie néerlandaise de l'île de Saint-Martin (The dutch side) était intégrée dans la fédération des Antilles néerlandaises, dissoute à la même date, qui possédait elle aussi son propre drapeau.
La construction du drapeau rappelle le drapeau des Philippines, à savoir une bande horizontale rouge sur une bleu et un triangle isocèle blanc dont la base est situé sur la hampe. Celui-ci occupe 4/9 de la longueur du drapeau. Les couleurs sont celles qui composent le drapeau des Pays-Bas. Le rouge représente la solidarité et le courage, le blanc, la paix et l'amitié et le bleu, l'environnement (le ciel et la mer).
Dans le triangle sont figurées les armoiries de l'île. L'écusson est composé d'une représentation du vieux palais de Justice de Philipsburg, accompagné en haut à droite du monument de l'amitié franco-néerlandaise et en haut à gauche d'un bouquet de lantanier jaune, la fleur nationale. Au-dessous est inscrite la devise de l'île Semper Progrediens dans un ruban jaune. Sur le timbre, un pélican vole devant un coucher de soleil.

## Drapeau de Saint-Martin (Antilles françaises)
Pour la partie française de l'île, seul le drapeau de la République française est reconnu. Il existe cependant un drapeau non officiel et inusité la représentant. La collectivité d'outre-mer, à présent séparée de la Guadeloupe utilise son logo comme drapeau.